# Ascenso MX
Die Ascenso MX (anfangs Liga de Ascenso) war über elf Jahre hinweg (von 2009/10 bis zur Saison 2019/20) die zweithöchste Spielklasse im mexikanischen Vereinsfußball. Sie löste in dieser Eigenschaft die Primera División 'A' ab, die diese Rolle in den 15 Spielzeiten zwischen 1994/95 und 2008/09 eingenommen hatte, und wurde zur Saison 2020/21 von der Liga de Expansión MX ersetzt.
Der Gesamtmeister der Ascenso MX war zum Aufstieg in die Primera División berechtigt, während der Tabellenletzte in die Segunda División absteigen musste.

## Die Gründungsmitglieder
Folgende 17 Mannschaften bestritten die Eröffnungssaison 2009/10 der Liga de Ascenso:
| Verein                     | Ort                 | Bundesstaat     | Filialteam von   |
| -------------------------- | ------------------- | --------------- | ---------------- |
| Alacranes de Durango       | Victoria de Durango | Durango         | eigenständig     |
| Albinegros de Orizaba      | Orizaba             | Veracruz        | eigenständig     |
| CD Irapuato                | Irapuato            | Guanajuato      | eigenständig     |
| CD Veracruz                | Veracruz            | Veracruz        | eigenständig     |
| CF La Piedad               | La Piedad           | Michoacán       | eigenständig     |
| Club León                  | León                | Guanajuato      | eigenständig     |
| Club Tijuana               | Tijuana             | Baja California | eigenständig     |
| Cruz Azul Hidalgo          | Jasso               | Hidalgo         | CD Cruz Azul     |
| Dorados de Sinaloa         | Culiacán            | Sinaloa         | eigenständig     |
| Guerreros FC               | Hermosillo          | Sonora          | eigenständig     |
| Lobos BUAP                 | Puebla              | Puebla          | Puebla FC        |
| Mérida FC                  | Mérida              | Yucatán         | Monarcas Morelia |
| Necaxa                     | Aguascalientes      | Aguascalientes  | eigenständig     |
| Potros Neza                | Nezahualcóyotl      | México          | CF Atlante       |
| Pumas Morelos              | Cuernavaca          | Morelos         | UNAM Pumas       |
| UAT Correcaminos           | Ciudad Victoria     | Tamaulipas      | eigenständig     |
| Universidad de Guadalajara | Guadalajara         | Jalisco         | eigenständig     |

### Erläuterungen
1. ↑  Gemäß Information der Website RSSSF.org (siehe Weblinks) tragen die Albinegros ihre Heimspiele derzeit in Veracruz aus.
2. ↑  voller Name: Club Tijuana Xoloitzcuintles de Caliente
3. ↑  Spitzname; der eigentliche Vereinsname lautet Atlante de la Universidad Tecnológico de Neza bzw. kurz Atlante UTN

## Die Meister der Liga de Ascenso (Ascenso MX)
Es wurden zwei Meisterschaften pro Saison ausgespielt und zwei separate Sieger (Apertura und Clausura) ermittelt. Gewann eine Mannschaft beide Turniere (wie es in der Eröffnungssaison dem Club Necaxa gelang), war sie automatisch auch Gesamtsieger und zum Aufstieg in die Liga MX berechtigt. Gab es zwei unterschiedliche Sieger, trugen diese zum Saisonende das Aufstiegsfinale in einem Hin- und Rückspiel aus.
| Saison  | Meister/Gesamtsieger   | Meister Apertura  | Meister Clausura             |
| ------- | ---------------------- | ----------------- | ---------------------------- |
| 2009/10 | Necaxa                 | Necaxa            | Necaxa                       |
| 2010/11 | Tijuana                | Tijuana           | Irapuato                     |
| 2011/12 | León                   | Correcaminos      | León                         |
| 2012/13 | La Piedad              | La Piedad         | Neza                         |
| 2013/14 | Leones Negros          | Leones Negros     | Estudiantes Tecos            |
| 2014/15 | Dorados                | Necaxa            | Dorados                      |
| 2015/16 | Necaxa                 | Juárez            | Necaxa                       |
| 2016/17 | Lobos BUAP             | Dorados           | Lobos BUAP                   |
| 2017/18 | Cafetaleros Tapachula1 | Alebrijes Oaxaca  | Cafetaleros Tapachula        |
| 2018/19 | Atlético San Luis      | Atlético San Luis | Atlético San Luis            |
| 2019/20 | kein Gesamtmeister     | Alebrijes Oaxaca  | Saisonabbruch wegen COVID-19 |

1 Weil die Cafetaleros de Tapachula kein zertifiziertes Team mit Aufstiegsrecht in die Liga MX sind, gibt es 2018 keinen Aufsteiger und keinen Absteiger (der eigentliche Absteiger Lobos BUAP bleibt somit in der höchsten Spielklasse).